# داني نوبل
داني نوبل (بالإنجليزية: Danny Noble)‏ هو لاعب كرة قدم أمريكية أمريكي، ولد في 30 مارس 1989 في إليريا في الولايات المتحدة.

## وصلات خارجية
- داني نوبل على موقع مرجع كرة القدم المحترفة.كوم (الإنجليزية)